# Отевка
О́тевка (рос. Отевка) — присілок у складі Нижньосергинського району Свердловської області. Входить до складу Кленовського сільського оселення.
Населення — 217 осіб (2010, 205 у 2002).
Національний склад станом на 2002 рік: росіяни — 97 %.